# 轮伞五加
轮伞五加（学名：Eleutherococcus verticillatus）是五加科五加属的植物，是中国的特有植物。分布于中国大陆的西藏等地，生长于海拔2,900米至3,200米的地区，常生长在森林中，目前尚未由人工引种栽培。

## 异名
- Acanthopanax verticillatus Hoo